# 內格羅河兔脂鯉
內格羅河兔脂鯉，為輻鰭魚綱脂鯉目脂鯉亞目上口脂鯉科的其中一個種，分布於南美洲黑河及奧里諾科河流域，體長可達23.5公分，棲息在底中層水域，生活習性不明。